# Meckenbeuren
Meckenbeuren är en kommun (tyska Gemeinde) i Bodenseekreis i delstaten Baden-Württemberg i Tyskland. Kommunen består av ortsdelarna (tyska Ortsteile) Meckenbeuren och Kehlen. Folkmängden uppgår till cirka 13 700 invånare, på en yta av 31,89 kvadratkilometer.